# Керамічний обігрівач
Керамічний обігрівач  - це портативний електричний опалювальний прилад, що призначений для здійснення обігріву приміщень з різним цільовим 
призначенням. Керамічні обігрівачі зазвичай мають два види обігріву, як конвекційний обігрів, так і  обігрів інфрачервоним випроміненням
.
Для обігріву 10 квадратних метрів площі приміщення керамічний обігрівач витрачає приблизно 500 ватів електроенергії
 .
Керамічний обігрівач складається із таких частин: металевий корпус;  нагрівальний елемент, що витримує перепади напруги у мережі. Важливою характеристикою керамічних обігрівачів є компактні габарити, що робить їх портативним приладами.
Нагрівальний елемент обігрівача розміщений між керамічними чи керамогранітними плитами, вони є оригінальними теплонакопичувачами. Зовнішні поверхні приладу не лише віддають тепло, але й накопичують тепло. Після вимкнення живлення керамічний обігрівач деякий час здійснює обігрів приміщення. 
Керамічна плита розігрівається  максимум до 80°С, це убезпечує користувачів від термічних опіків. Крім цього, надійна електро та гідроізоляція дозволяє експлуатувати такі опалювальні системи навіть за умов підвищеної вологості (у ванних, душевих, басейнах тощо)
.
В залежності від варіанту розміщення, керамічні панелі можуть бути підлоговими, настінними та стельовими.  Настінні та стельові обігрівачі як правило призначаються для стаціонарного розміщення і використання, вони мають зручні та надійні монтажні кріплення.  Підлогові керамічні обігрівачі найчастіше застосовують як додаткове або тимчасове джерело тепла. Їх зручно  переміщати та розміщувати в будь-якій точці приміщення яке потрібно оплати залежно від потреби в теплі.

## Див також
- Опалення
- Оливний (масляний) обігрівач
- Тепловентилятор
- Інфрачервоний обігрівач